# Ralph Flanagan
Ralph Drew Flanagan (14 dicembre 1918 – Los Alamitos, 8 febbraio 1988) è stato un nuotatore statunitense.
Fu il più giovane statunitense ad aver mai partecipato ad un olimpiade, infatti nel 1932 (all'età di 13 anni) partecipò alle olimpiadi di Los Angeles nella gara dei 1500 metri stile libero.
Specializzato nello stile libero ha vinto la medaglia d'argento nella staffetta 4x200 m sl alle Olimpiadi di Berlino 1936.
È diventato uno dei Membri dell'International Swimming Hall of Fame.

## Palmarès
- Olimpiadi
- Giochi della X Olimpiade: 1500 m stile libero

Berlino 1936: argento nella staffetta 4x200 m sl.